# 新內站
新内站（：／ Sinnae yeok */?）是首尔地铁6号线與京春線沿線交會的一座轉乘車站，同時也是首尔地铁6号线的終點車站，位於韓國首爾特別市中浪區忘憂洞。

## 車站構造

### 6號線月台
站體為單邊側式月台的地面車站，候車月台設有月台幕門。未來規劃再增設月台及軌道。

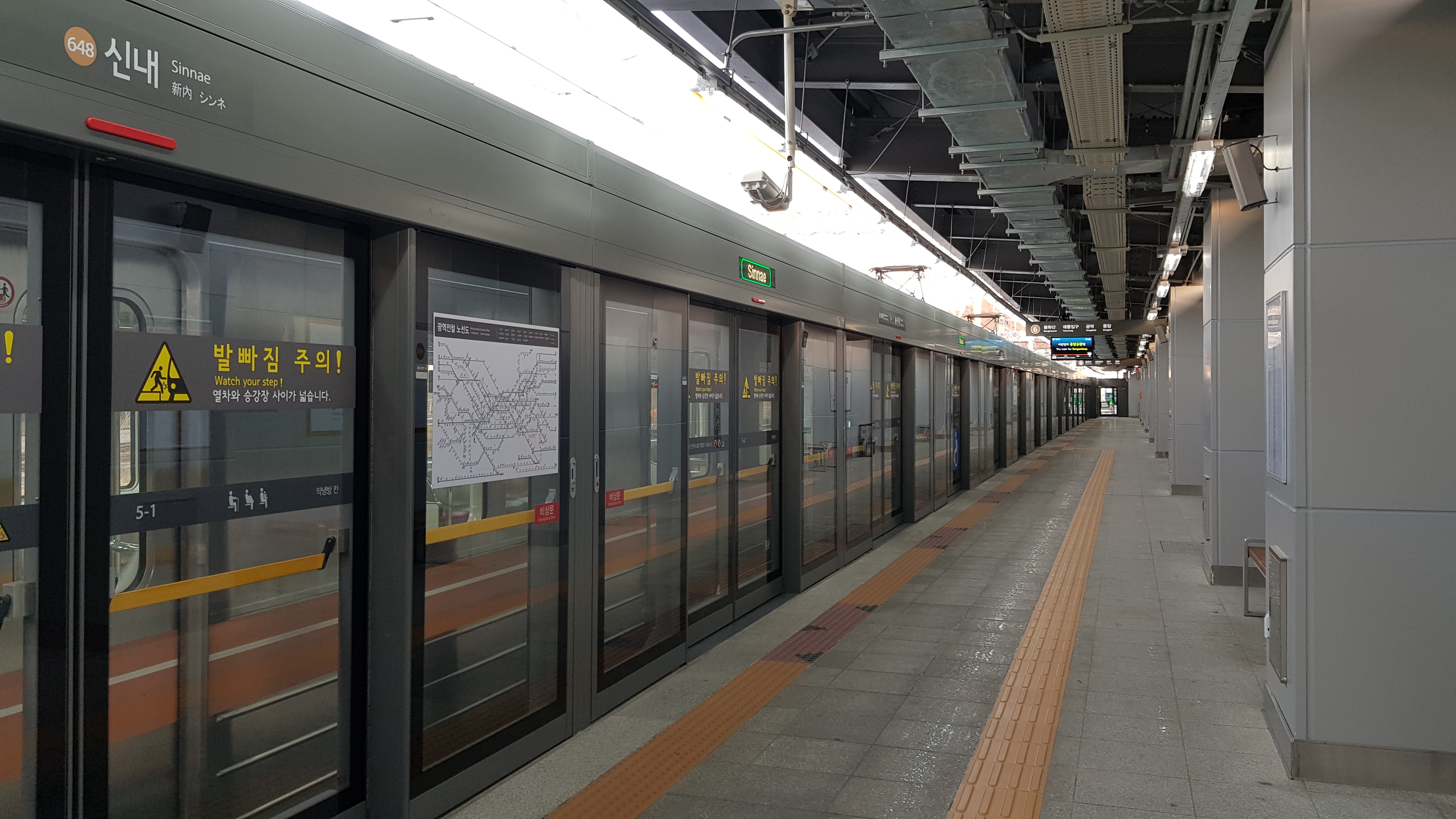
6號線候車月台

| 烽火山 ↑ |
|          |
| 起終點站 |

| 月台 | 路線           | 目的地                                   |
| ---- | -------------- | ---------------------------------------- |
| 上行 | ●首尔地铁6号线 | 烽火山、東廟、孔德、數碼媒體城、鷹岩方向 |

### 京春線月台
站體為2面2線側式月台的高架車站，候車月台設有月台幕門。

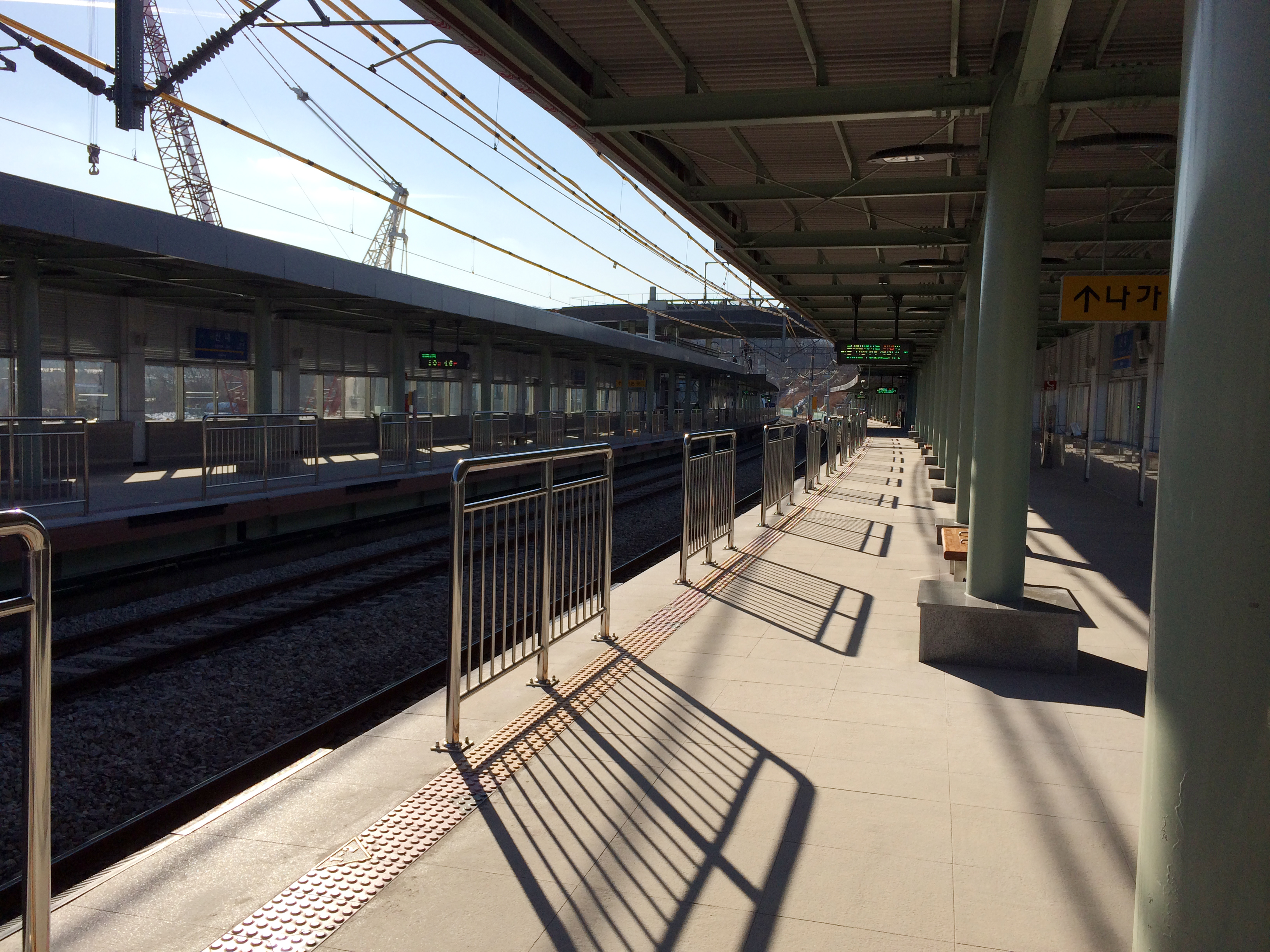
京春線月台（安裝月台門前）

| ↑ 忘憂 |
| \| １  |
| 葛梅 ↓ |

| 月台 | 路線              | 目的地                         |
| ---- | ----------------- | ------------------------------ |
| 1    | ●首都圈電鐵京春線 | 葛梅、坪內好坪、加平、春川方向 |
| 2    | ●首都圈電鐵京春線 | 忘憂、上鳳、清涼里方向         |

## 歷史
- 2010年2月：京春線車站動工。
- 2013年12月28日：落成啟用。
- 2015年3月7日：開通2、3號出口。
- 2019年12月21日：6號線站體開通。

## 車站周邊
- 新內車輛基地
- 中浪公車總站
- 首爾中浪警察署
- 首爾市立醫院（朝鲜语：서울특별시 서울의료원）
- 國際青少年聯合會（朝鲜语：국제청소년연합）林肯學校
- FLEX知識產業中心

## 圖片

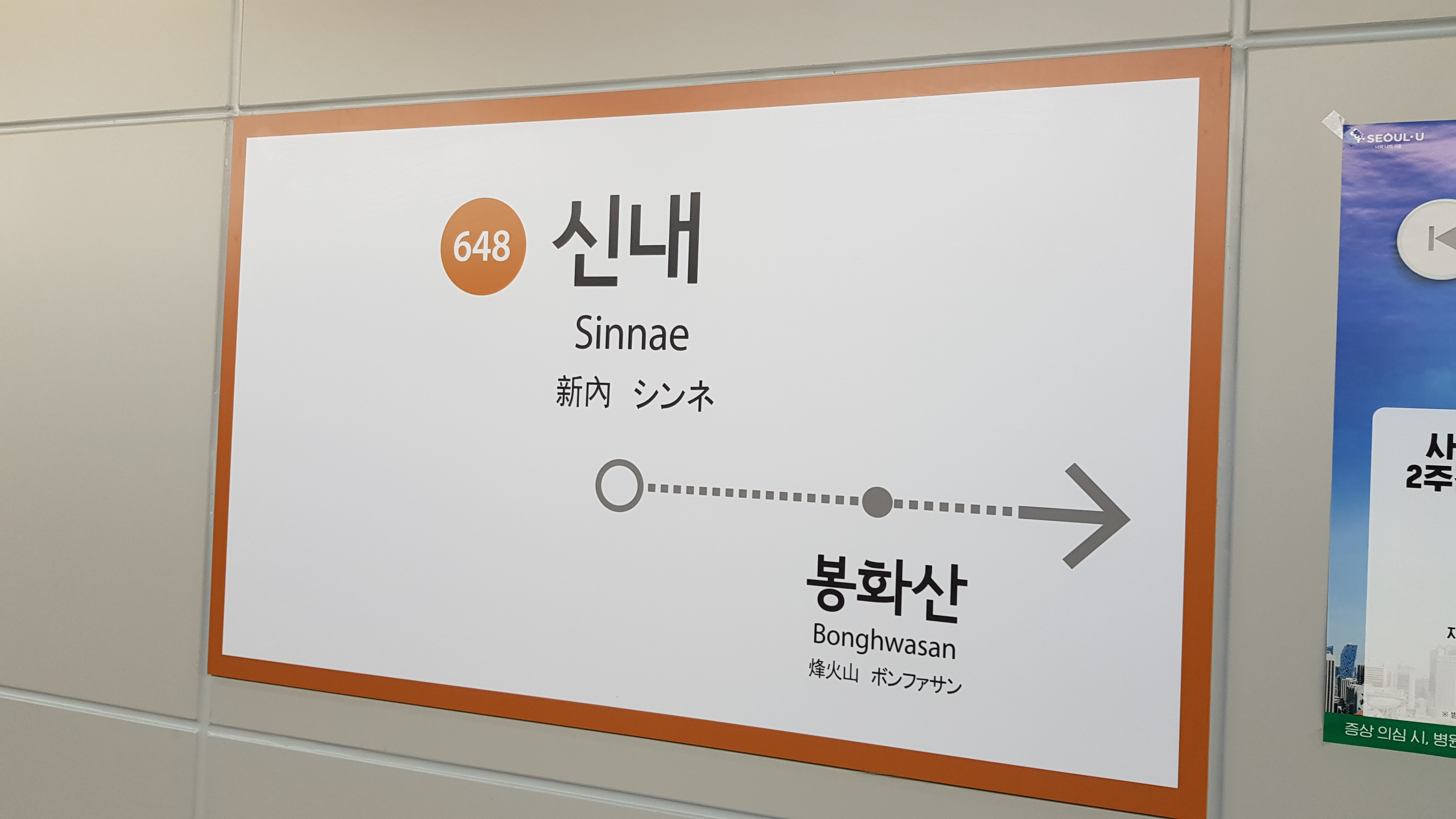
6號線站名牌
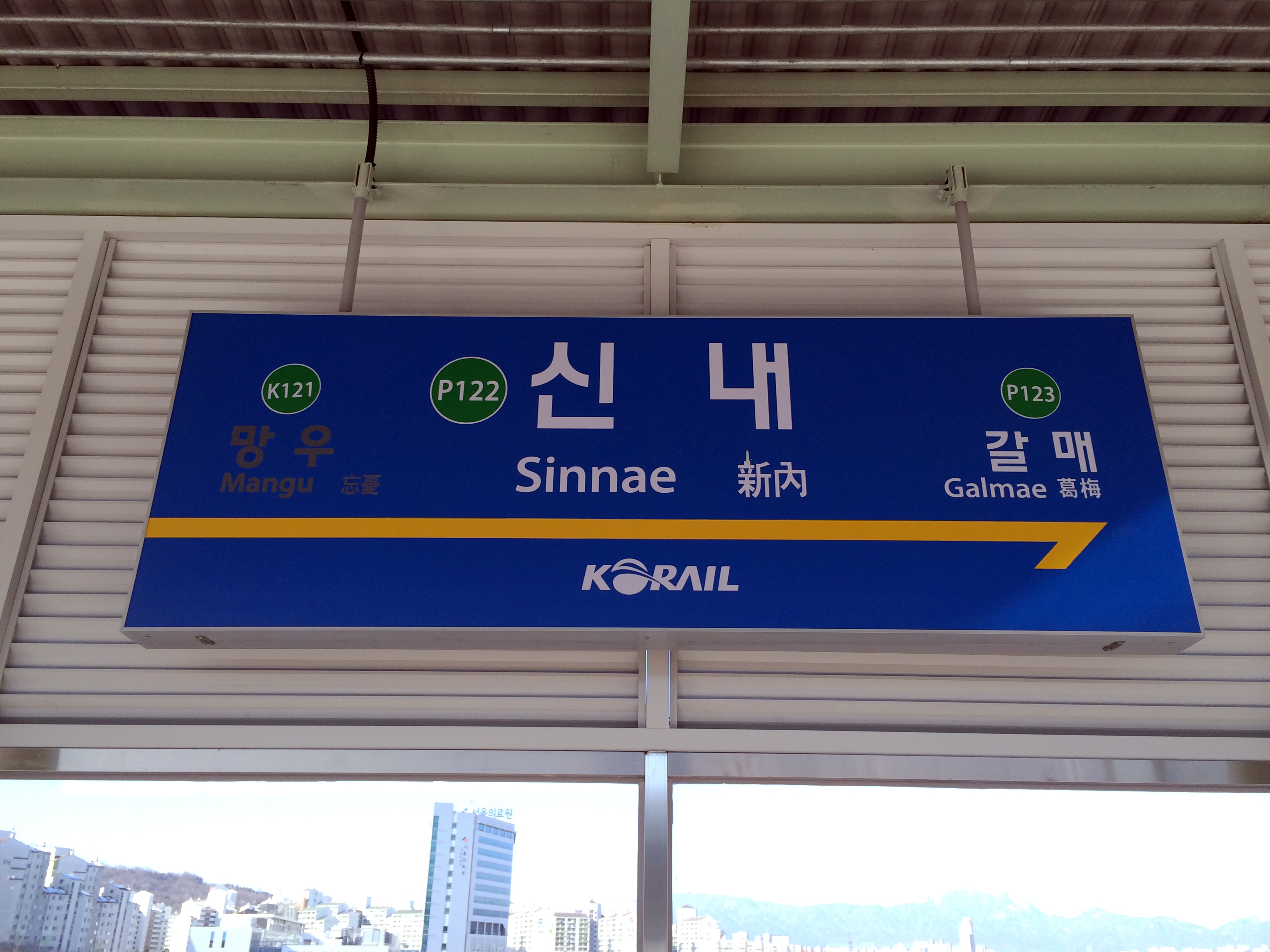
京春線站名牌
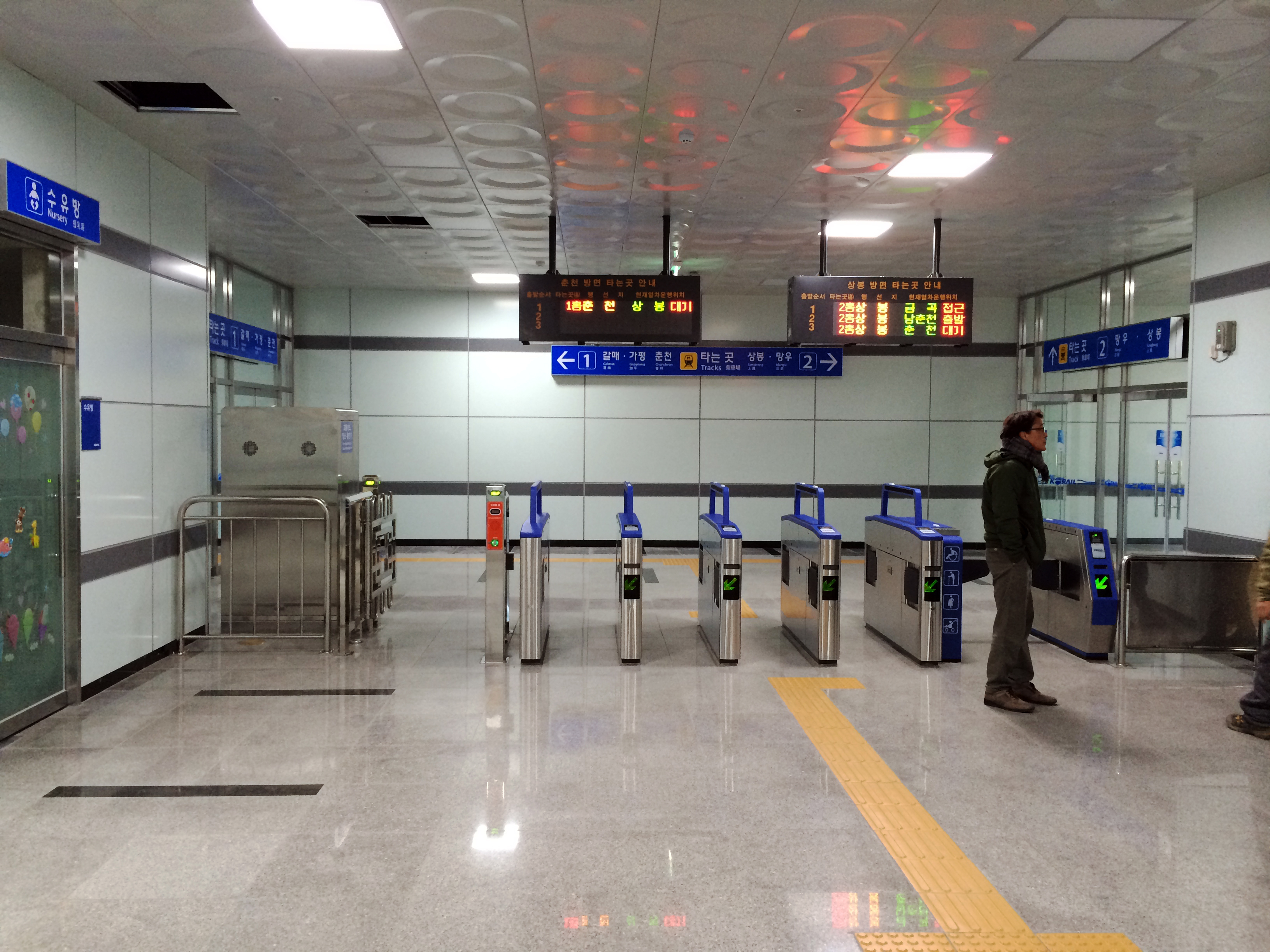
剪票閘口
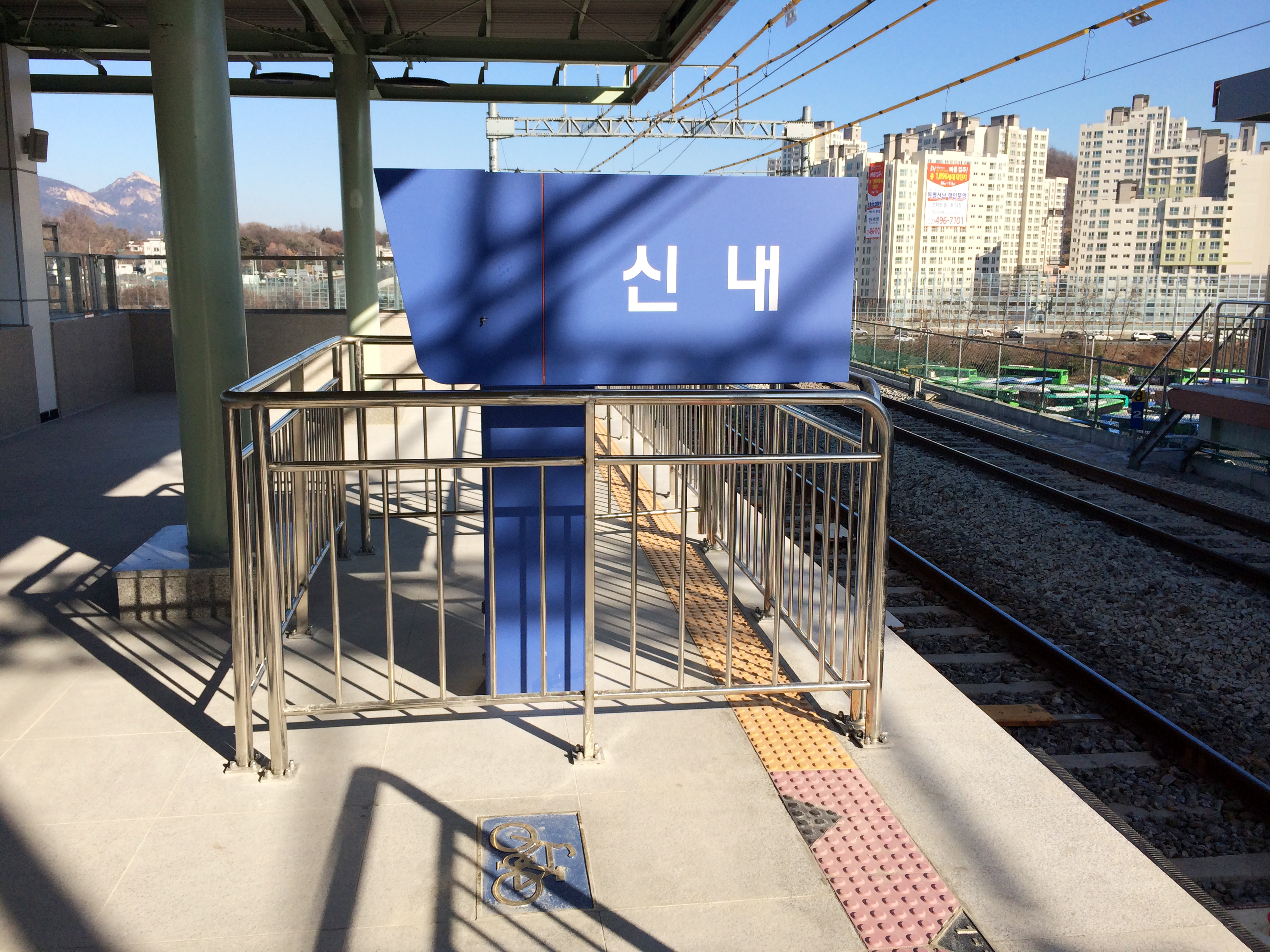
京春線月台終點告示
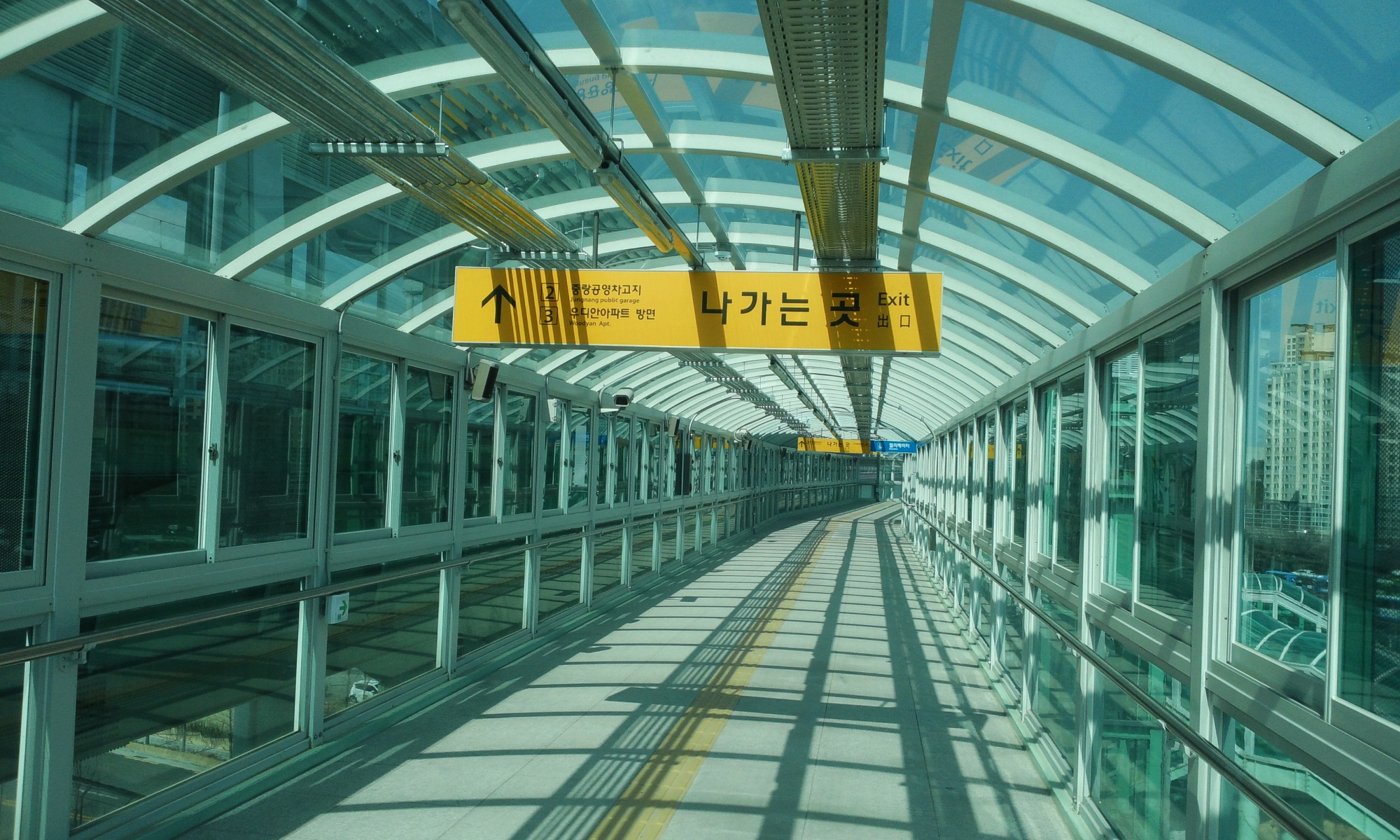
往中浪公車總站的連通道
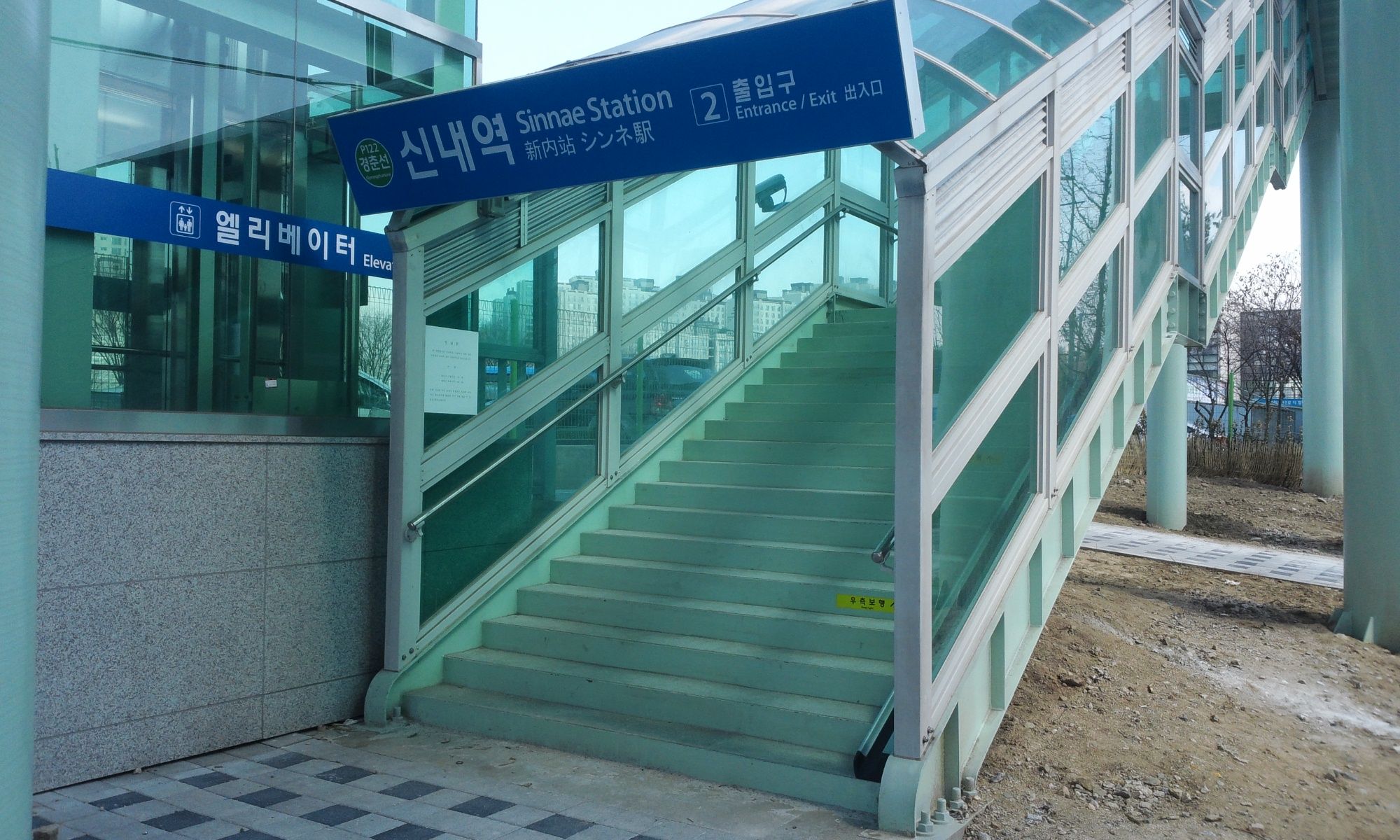
2號出口
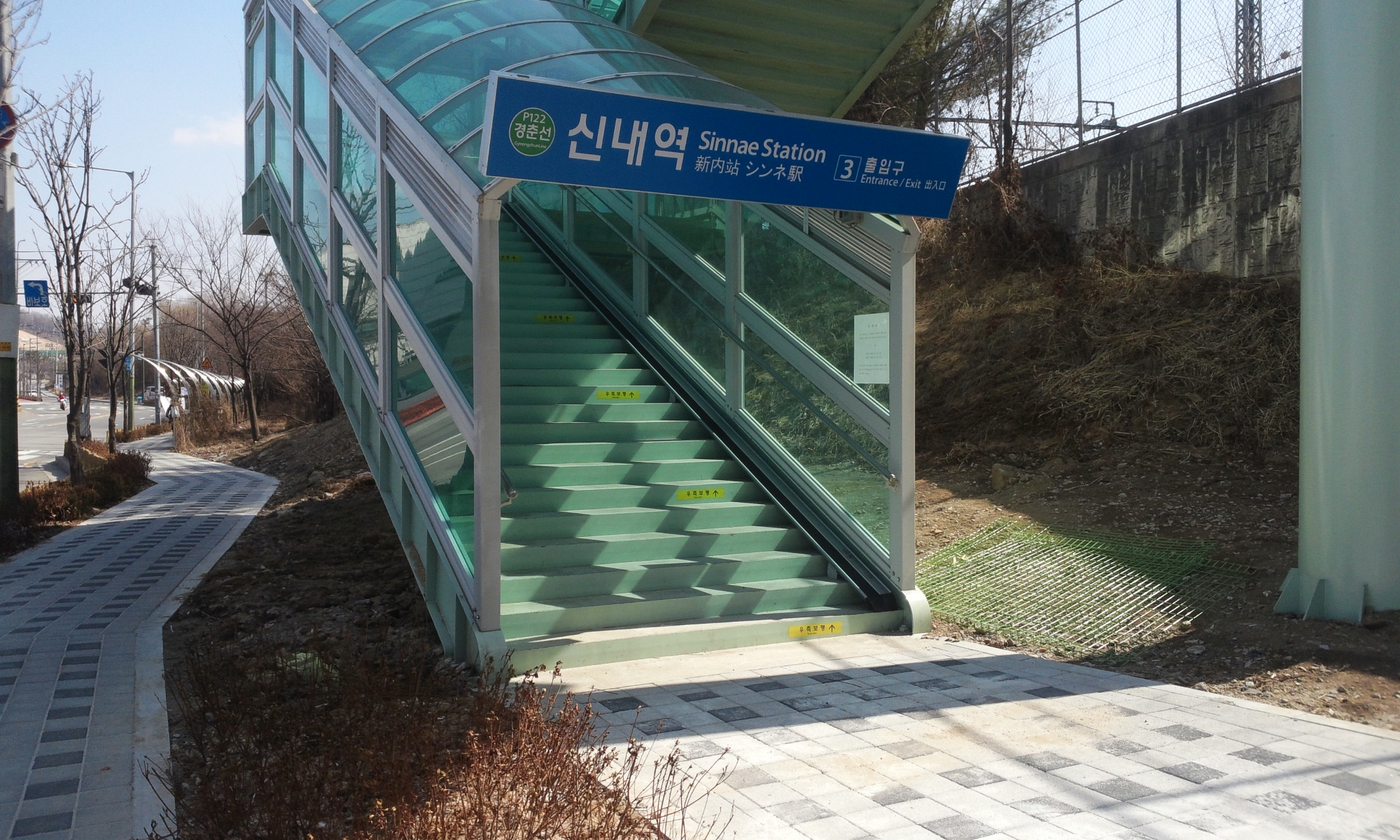
3號出口
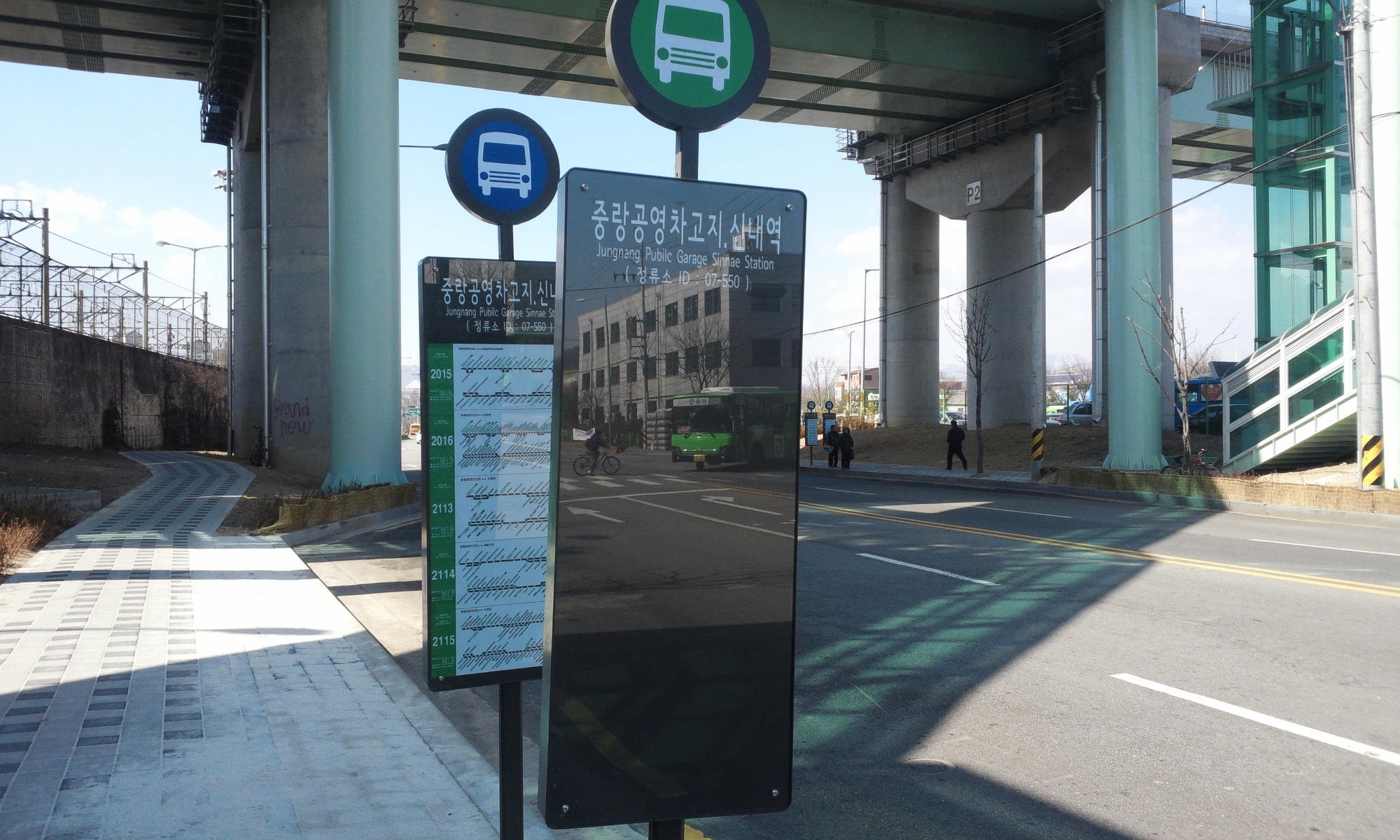
3號出口公車站牌

## 相鄰車站
首爾交通公社
●首尔地铁6号线
烽火山（647）－新內（648）
韓國鐵道公社
●首都圈電鐵京春線
緩行
忘憂（K121）－新內（P122）－葛梅（P123）